# Oldsmobile Alero
Oldsmobile Alero var en stor mellemklassebil fra det amerikanske bilmærke Oldsmobile, som i Europa blev solgt under varemærket Chevrolet.
Modellen kom på markedet i april 1998 som efterfølger for Oldsmobile Achieva. Alero var tilmed den sidste nye mellemklassemodel fra mærket Oldsmobile og også den sidste bilmodel, som blev solgt under dette varemærke.
Produktionen sluttede i april 2004.

## Historie
Alero var designet af designstudiet Alero Alpha, som i 1997 præsenterede en futuristisk designet sportscoupé på bilmesser.
Seriebilen fandtes som firedørs sedan og todørs coupé. Modellen delte platform og motorer med Pontiac Grand Am, Chevrolet Malibu og Oldsmobile Cutlass; alle disse modeller var bygget på General Motors' N-platform.
Motorprogrammet omfattede en firecylindret 2,4-litersmotor og en 3,4-liters V6-motor. Begge motorerne var som standard udstyret med automatgear.
Bilerne havde som standard et omfangsrigt komfortudstyr med bl.a. aircondition, fartpilot, alarm, el-ruder og antispinregulering.
Alero blev i nogle europæiske lande solgt under navnet Chevrolet Alero, men kun som sedan.
Produktionen blev afsluttet med specialserien Final 500. Disse 500 sidste Alero'er var udstyret med specielle emblemer, hvis design orienterede sig mod historiske Oldsmobile-logoer, mørkerød metallak og en mærkat med bilens løbende nummer.
Den sidste Alero Final 500 var ligeledes den sidste Oldsmobile-bil, som blev bygget. Den er i dag udstillet på Ransom Eli Olds Transportation Museum.